# Federación de la Alta Costura y Moda
La Fédération de la Haute Couture et de la Mode (Español: Federación de la Alta Costura y Moda) es el órgano rector de la industria de la moda francesa. La federación se creó en 1973, a partir de una asociación comercial más antigua (que aún existe dentro de la federación), la Chambre syndicale de la haute couture parisienne, creada en 1868.

## Historia
La Federación fue creada en 1973 como Fédération Française de la Couture, du Prêt-à-Porter des Couturiers et des Créateurs de Mode (Federación Francesa de Couture (moda), Prêt-à-Porter y Diseñadores de Moda), que comprendía entonces tres entidades: la Chambre Syndicale de la Haute Couture, (Cámara de la Unión de Alta Costura); la Chambre Syndicale du Prêt-à-Porter des Couturiers et des Créateurs de Mode (Cámara de la Unión de Modistos y Diseñadores de Moda Prêt-à-Porter) y la Chambre Syndicale de la Mode Masculine (Cámara de la Unión de la Moda Masculina). La Federación adoptó su nombre actual en 2017.

## Cámaras sindicales y otras entidades
La Federación de Alta Costura y Moda reúne a tres entidades:   
- la Cámara Sindical de Alta Costura, creada en 1868 y dirigida por Ralph Toledano.
- la Unión Cámara de la Moda Masculina , creada en 1973, y dirigida por Sydney Toledano.
- la Cámara Sindical de la Moda Femenina, anteriormente "Sindicato de Modistos y Diseñadores de Moda Prêt-à-Porter ", creada en 1973 y dirigida por Bruno Pavlovsky.

La Federación también tiene una escuela de moda, la École de la chambre syndicale de la couture parisienne (creada en 1927 y aún activa). Los alumnos de la escuela incluyen a Valentino Garavani, Yves Saint Laurent, Karl Lagerfeld, André Courreges, Issey Miyake, Anne Valerie Hash, Alexis Mabille, Tomas Maier, Nicole Miller, Stephane Rolland y Victor Joris. La federación tiene estrechos vínculos con la Union Nationale Artisanale de la Couture et des Activités Connexes (Unión Nacional de Alta Costura y Actividades Relacionadas), una asociación comercial de modistas de alta costura en otras regiones administrativas francesas fuera de París. 

## Funciones
La Federación es responsable de fijar las fechas y el lugar de las semanas de la moda francesa. También establece estándares de la industria sobre la calidad y sobre el uso de la palabra "alta costura".